# Celeseo
Celeseo (Sełexeo in veneto) è una frazione divisa tra i comuni italiani di Sant'Angelo di Piove di Sacco, Saonara (provincia di Padova) e Vigonovo (città metropolitana di Venezia).

## Geografia antropica

### Suddivisioni amministrative
Situata alla destra del fiume Brenta, i confini dei tre comuni a cui fa capo si muovono all'interno del centro abitato. La parte più consistente appartiene a Sant'Angelo di Piove di Sacco (zona a sud dello scolo Cornio e a est di via Sabbioncello) e comprende la chiesa, le scuole e la maggior parte degli esercizi commerciali; la zona a nord (via Cornio e via Celeseo) fa parte di Vigonovo; meno urbanizzata la zona occidentale sotto Saonara (via Sabbioncello) dove è comunque situato il cimitero.

## Storia
Celeseo è citata per la prima volta come Ceresedo in un atto di donazione del 1080, cui segue la forma Cerisetulo nel 1136. Il toponimo dovrebbe avere una relazione con il latino cerasus "ciliegio".

## Monumenti e luoghi d'interesse

### Chiesa parrocchiale
La prima chiesa di Celeseo fu un modesto oratorio, intitolato a san Marco e alla Madonna della Salute, costruito dai veneziani Caprari nel Seicento come ringraziamento per la fine della peste del 1630-31. Ampliato nel 1884-85, continuò a rappresentare il principale luogo di culto del paese sino alla metà del Novecento.
Con l'aumento demografico dell'ultimo secolo si pose la necessità di mettere mano all'amministrazione ecclesiastica: dopo aver ottenuto un sacerdote stabile nel 1934, Celeseo ebbe una nuova chiesa, costruita tra il 1942 e il 1947 inglobando la precedente; nel 1950 fu istituita la parrocchia, scorporandone il territorio da quelle di Sant'Angelo di Piove di Sacco, Saonara, Sandon e Vigonovo.
L'edificio è in stile neoromanico e a navata unica. Delle opere all'interno, si citano la pala con la Madonna della Salute e Sant'Antonio (metà dell'Ottocento), il crocifisso ligneo del presbiterio (1999) e le vetrate policrome della facciata (seconda metà del Novecento).

### Casa Maritan
Situata lungo la centrale via San Marco, è una villa veneta di origini secentesche. Inizialmente proprietà dei Caprari, passò agli Zanchi nel 1764, ma nel 1808 risulta dei Fontanella; fu dei Maritan fino al 1981, quando il comune di Sant'Angelo acquistò l'immobile per farne un centro culturale.
Il complesso ha subito numerose manomissioni, ad esempio l'aggiunta del volume a sudovest, la tamponatura di varie aperture e l'urbanizzazione dei terreni circostanti.
Il corpo centrale è costituito da soli tre livelli: soffitte, piano rialzato e seminterrato. Quest'ultimo si caratterizza per la presenza di grandi arcate policentriche per lo scarico dei solai soprastanti (con travatura alla Sansovino) e di passaggi con volte a pieno centro.
Le aperture hanno profili in pietra d'Istria, ad eccezione degli oculi delle soffitte e ai lati del portale d'ingresso. Da notare, attorno a quest'ultimo, le tracce di una volta a pieno centro. Sul retro vanno notati i camini e le soglie in pietra delle aperture tamponate.
Anche gli interni sono stati rimaneggiati, ma si riconosce ancora il tradizionale schema veneziano con salone passante al centro e quattro stanze ai lati, cui si aggiunge il vano scala. Le soffitte, un tempo adibite a granaio, mantengono le travi lignee originali.
Facevano parte dello stesso complesso anche un immobile vicino, oggi di altra proprietà, e l'oratorio della Salute e di San Marco, inglobato nella parrocchiale.